# Медведчук Володимир Нестерович
Володимир Нестерович Медведчук (5 серпня 1918, Корнин, Сквирський повіт, Київська губернія — 13 березня, 1981) — батько українських політиків Віктора та Сергія Медведчуків.

## Життєпис
Володимир Медведчук народився у селі Корнині Сквирського повіту Київської губернії у селянській родині Нестора Остаповича та Тетяни Прокопівни Медведчуків. Окрім сина у родині було дві доньки — Феодосія та Оксана. Був заарештований гестапо 15 травня 1943 року, разом з трьома іншими оунівцями, заарештованих звільнили житомирські підпільники. Після зайняття села радянськими військами, був заарештований відділом контррозвідки СМЕРШ 1-ї танкової армії, за доносом В. Грінченка. Під час слідства до Медведчука застосовували катування; було "встановлено", що Медведчук був нібито діячем ОУН. 13—14 червня був засуджений військовим трибуналом до 8 років концтаборів та 4 років обмеження в правах за статтями 58-2, 58-10, 58-11. Відбував покарання у Херсонській закритій спецколонії для інвалідів, з 1952 року мешкав на поселенні у селищах Почет та Абан Красноярського краю. Пізніше повернувся до України.
У 1970 році став працювати в Київському державному університеті імені Тараса Шевченка, де послідовно працював на посадах бухгалтера гаража, бухгалтера, старшого бухгалтера ректорату та старшого бухгалтера науково-дослідного сектору. Звільнився у лютому 1976 року. Після оприлюднення інформації про роботу Володимира Медведчука в університеті, політтехнолог Олексій Голобуцький прокоментував, що така кар'єра репресованого по справі ОУН(б) «це абсолютна фантастика».
Володимир Медведчук помер 13 березня 1981 року, похований у селі Борова Київської області.
Голова ОУН Богдан Червак стверджував, що в архіві організації прізвище Медведчук не зустрічається.